# Deux Frères (roca)
Deux Frères son dos rocas que salen de la punta del Cabo Sicié en el departamento de Var, parte de la región de Provenza-Alpes-Costa Azul en el sur del país europeo de Francia y que son visibles desde las playas de Sablettes, en La Seyne-sur-Mer. Es un lugar que alberga a muchos navegantes y clubes de buceo cuyo propósito es explorar a un naufragio en sus inmediaciones.